# Lyctodon bostrychoides
Lyctodon bostrychoides är en skalbaggsart som beskrevs av Pierre Lesne 1937. Lyctodon bostrychoides ingår i släktet Lyctodon och familjen kapuschongbaggar. Inga underarter finns listade i Catalogue of Life.

## Bildgalleri

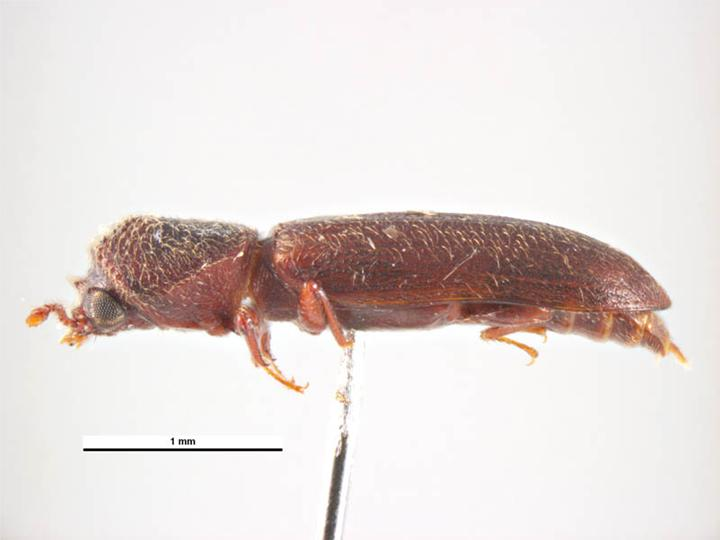